# Jewgienij Sołowjow
Jewgienij Witaljewicz Sołowjow, ros. Евгений Витальевич Соловьёв (ur. 14 lutego 1992 w Nowouralsku) – rosyjski hokeista.

## Kariera
- Mietałłurg 2 Magnitogorsk (2008-2009)
- Stalnyje Lisy Magnitogorsk (2009-2012)
- Donbas Donieck / Donbas 2 Donieck (2012)
- Jużnyj Urał Orsk (2012-2016)
  -  Mietałłurg Magnitogorsk (2014, 2015)
- Mietałłurg Nowokuźnieck (2016-2017)
  -  Zauralje Kurgan (2016/2017)
- Gorniak Uczały (2017)
- Tsen Tou Jilin (2017-2018)
- Gorniak Uczały (2018)
- Chimik Woskriesiensk (2018-2020)
- Rubin Tiumeń (2020)
- Jermak Angarsk (2020-2021)
- Cracovia (2021)
- Jermak Angarsk (2021)
- Jużnyj Urał Orsk (2021-2022)
- Cracovia (2022)

Wychowanek klubu Mietałłurg Magnitogorsk. Występował w zespole rezerwowym oraz drużynie juniorskiej w lidze MHL (został uznany jednym z najwybitniejszych zawodników Stalnych Lisów). W sezonie 2012/2013 został przekazany do ukraińskiego Donbasu Donieck, występującego wtedy w rosyjskich rozgrywkach KHL. W późniejszym czasie do 2016 był zawodnikiem Jużnego Urała Orsk w lidze WHL, będącego zespołem farmerskim dla Mietałłurga Magnitogorsk, a w tym okresie w barwach nadrzędnego zespołu zagrał dwa mecze w KHL. Od maja 2016 reprezentował Mietałłurg Nowokuźnieck w KHL, gdzie w maju 2017 przedłużył kontrakt o dwa lata. Mimo tego, miesiąc później został przetransferowany do Nieftiechimika Niżniekamska, a stamtąd w październiku 2017 do Awtomobilista Jekaterynburg. Sezon 2017/2018 rozpoczął w Gorniaku Uczały w WHL, a w listopadzie 2017 został przekazany przez nadrzędny klub z Jekaterynburga do chińskiego zespołu Tsen Tou Jilin w WHL. Sezon 2018/2019 ponownie rozpoczął w Gorniaku, po czym reprezentował Chimik Woskriesiensk w WHL. Formalnie był zakontraktowany z nadrzędnym klubem tj. Spartakiem Moskwa z KHL, z którym w maju 2019 przedłużył umowę. W czerwcu 2020 został zawodnikiem Rubinu Tiumeń w WHL. W październiku tego roku przeszedł do Jermaka Angarsk w tej samej lidze. Pod koniec stycznia 2021 został zawodnikiem Cracovii w Polskiej Hokej Lidze (zawodnikiem tego klubu został wtedy też inny zawodnik Jermaka, Dmitrij Kostromitin). Sezon 2021/2022 ponownie rozpoczął w Jermaku. Od maja 2021 ponownie był zawodnikiem Jermaka, skąd pod koniec grudnia 2021 przeszedł do Jużnego Urału Orsk. Pod koniec stycznia 2022 ogłoszono jego powtórny angaż w Cracovii. Po sezonie 2021/2022 odszedł z klubu.
W barwach Rosji uczestniczył w turnieju zimowej uniwersjady edycji 2015.

## Sukcesy
Reprezentacyjne
- Złoty medal zimowej uniwersjady: 2015

Klubowe
- Złoty medal MHL /  Puchar Charłamowa: 2010 ze Stalnymi Lisami Magnitogorsk
- Srebrny medal MHL: 2011 ze Stalnymi Lisami Magnitogorsk
- Brązowy medal MHL: 2012 ze Stalnymi Lisami Magnitogorsk
- Srebrny medal mistrzostw Polski: 2021 z Cracovią
- Puchar Kontynentalny: 2022 z Cracovią

Indywidualne
- MHL (2010/2011):
  - Dwunaste miejsce w klasyfikacji strzelców turnieju w sezonie zasadniczym: 26 goli[19]
  - Trzecie miejsce w klasyfikacji strzelców turnieju w fazie play-off: 10 goli[20]
  - Piąte miejsce w klasyfikacji kanadyjskiej w fazie play-off: 15 punktów[21]
- MHL (2011/2012):
  - Mecz Gwiazd MHL
  - Ósme miejsce w klasyfikacji strzelców turnieju w sezonie zasadniczym: 29 goli[22]
  - Szesnaste miejsce w klasyfikacji strzelców turnieju w sezonie zasadniczym: 33 asysty[23]
  - Ósme miejsce w klasyfikacji kanadyjskiej w sezonie zasadniczym: 62 punkty[24]
- Wysszaja Chokkiejnaja Liga (2016/2017): najlepszy napastnik tygodnia (24 września 2016)